# Jablonov
Ne doit pas être confondu avec Jabloňov.
Jablonov (en allemand : Apfelsdorf) est une commune du district de Levoča, dans la région de Prešov, en Slovaquie.

## Histoire
La première mention écrite du village date de 1235.

## Démographie

### Évolution de la population
| Année:               | 1994. | 2004.    | 2014.   | 2024.   |
| -------------------- | ----- | -------- | ------- | ------- |
| Nombre de personnes: | 882   | 995      | 1004    | 982     |
| Différence:          |       | +12,81 % | +0,90 % | -2,19 % |

| Année:               | 2023. | 2024.   |
| -------------------- | ----- | ------- |
| Nombre de personnes: | 972   | 982     |
| Différence:          |       | +1,02 % |